# Kirchwalsede
Kirchwalsede er en kommune med omkring 1.150 indbyggere (2013) i Samtgemeinde Bothel i den sydøstlige del af Landkreis Rotenburg (Wümme), i den nordlige del af den tyske delstat Niedersachsen.

## Geografi
Kirchwalsede ligger i trekanten mellem Rotenburg (Wümme), Visselhövede og Verden (Aller) i en udløber af landskabet Achim-Verdener Geest i Stader Geest. Kirchwalsede er arealmæssigt den største kommune i Samtgemeinde Bothel.
Landsbyer og bebyggelser i kommunen Kirchwalsede er: Kirchwalsede, Riekenbostel, Weißenmoor, Federlohmühlen og en del af Düsternheide (den anden del hører til Wittorf (Visselhövede)).
Nabokommuner er Hemsbünde, Visselhövede,Kirchlinteln (Landkreis Verden), Westerwalsede og Rotenburg (Wümme).